# Linia kolejowa nr 129
Linia kolejowa nr 129 – magistralna, jednotorowa linia kolejowa otwarta w 1900 roku, od roku 1960 używana jako linia towarowa, a zelektryfikowana od 28 listopada 1965 roku. Łączy okręgi nastawcze TGB i TGE w stacji Tarnowskie Góry.